# Алан Сміт (футболіст, 1980)
Алан Сміт (англ. Alan Smith, нар. 28 жовтня 1980, Ротвел) — англійський футболіст, фланговий півзахисник клубу «Ноттс Каунті».
Насамперед відомий виступами за «Лідс Юнайтед», «Манчестер Юнайтед» та «Ньюкасл Юнайтед», а також національну збірну Англії.

## Клубна кар'єра
Народився 28 жовтня 1980 року в місті Ротвел. Вихованець футбольної школи клубу «Лідс Юнайтед». Дорослу футбольну кар'єру розпочав 1998 року в основній команді того ж клубу, в якій провів шість сезонів, взявши участь у 172 матчах чемпіонату. Більшість часу, проведеного у складі «Лідс Юнайтед», був основним гравцем команди.

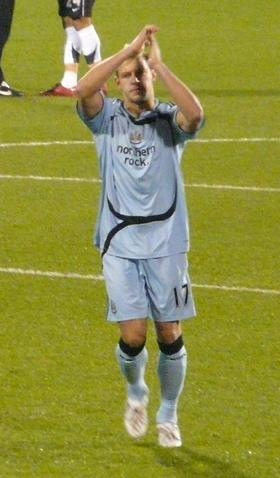
Алан Сміт 2007 року у складі «Ньюкасл Юнайтед»

Своєю грою привернув увагу представників тренерського штабу «Манчестер Юнайтед», до складу якого приєднався в травні 2004 року за 7 мільйонів фунтів стерлінгів. Відіграв за команду з Манчестера наступні три сезони своєї ігрової кар'єри. Граючи у складі «Манчестер Юнайтед» спочатку виходив на поле в основному складі команди, проте поступово втратив місце у основі. За цей час виборов титул чемпіона Англії.
2 серпня 2007 року уклав контракт на п'ять років з «Ньюкасл Юнайтед», який заплатив за гравця 6 млн фунтів. У складі «сорок» провів наступні чотири з половиною сезони своєї кар'єри гравця. 7 червня 2011 року Сміт був повідомлений, що його послуги більше не потрібні клубу, і гравець може вільно покинути клуб.
Через це 29 січня 2012 року Алан на правах оренди приєднався до складу клубу «Мілтон-Кінс Донс». До кінця сезону встиг відіграти за клуб з Мілтон-Кінса 16 матчів в національному чемпіонаті і забив і гол. Після закінчення контракту з «Ньюкасл Юнайтед» Сміт вирішив приєднатись до «МК Донс» на повноцінній основі, підписавши контракт на 2 роки. Сміт також очолив резервістів цієї команди і брав участь у Тренувальному комплексі Aon, де працювали його колишні товариші по «Манчестер Юнайтед»: Нікі Батт, Раян Гіггз і Філ Невілл.
20 травня 2014 року клуб третього англійського дивізіону «Ноттс Каунті» уклав однорічний контракт з Аланом Смітом. Сміт крім гри за команду також став виконувати обов'язки одного з тренерів. Відтоді встиг відіграти за команду з Ноттінгема 45 матчів в національному чемпіонаті.

## Виступи за збірні
Протягом 1999—2001 років залучався до молодіжної збірної Англії, у складі якої брав участь у молодіжному чемпіонаті Європи 2002 року. Всього на молодіжному рівні зіграв у 10 офіційних матчах, забив 3 голи.
25 травня 2001 року дебютував в офіційних матчах у складі національної збірної Англії в товариській грі проти збірної Мексики. Всього за дев'ять років провів у формі головної команди країни 19 матчів, забивши 1 гол.

## Статистика

### Клуб

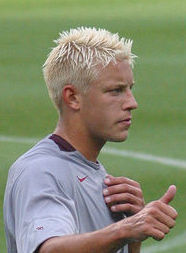
Алан Сміт на тренуванні «Манчестер Юнайтед» у 2004 році

| Чемпіонат         | Чемпіонат           | Чемпіонат         | Ліга | Ліга | Кубок        | Кубок        | Кубок ліги             | Кубок ліги             | Континент. змаг. | Континент. змаг. | Всього | Всього |
| Сезон             | Клуб                | Ліга              | Ігри | Голи | Ігри         | Голи         | Ігри                   | Голи                   | Ігри             | Голи             | Ігри   | Голи   |
| Англія            | Англія              | Англія            | Ліга | Ліга | Кубок Англії | Кубок Англії | Кубок англійської ліги | Кубок англійської ліги | Європа           | Європа           | Всього | Всього |
| ----------------- | ------------------- | ----------------- | ---- | ---- | ------------ | ------------ | ---------------------- | ---------------------- | ---------------- | ---------------- | ------ | ------ |
| 1998/99           | «Лідс Юнайтед»      | Прем'єр-ліга      | 22   | 7    | 4            | 2            | 0                      | 0                      | 0                | 0                | 26     | 9      |
| 1999/00           | «Лідс Юнайтед»      | Прем'єр-ліга      | 26   | 4    | 3            | 1            | 1                      | 0                      | 8                | 1                | 38     | 6      |
| 2000/01           | «Лідс Юнайтед»      | Прем'єр-ліга      | 33   | 11   | 2            | 0            | 1                      | 0                      | 16               | 7                | 52     | 18     |
| 2001/02           | «Лідс Юнайтед»      | Прем'єр-ліга      | 22   | 4    | 1            | 0            | 2                      | 0                      | 5                | 1                | 30     | 5      |
| 2002/03           | «Лідс Юнайтед»      | Прем'єр-ліга      | 33   | 3    | 4            | 1            | 0                      | 0                      | 6                | 5                | 44     | 10     |
| 2003/04           | «Лідс Юнайтед»      | Прем'єр-ліга      | 34   | 9    | 1            | 0            | 2                      | 0                      | 0                | 0                | 39     | 9      |
| 2004/05           | «Манчестер Юнайтед» | Прем'єр-ліга      | 31   | 6    | 3            | 0            | 2                      | 1                      | 5                | 2                | 41     | 9      |
| 2005/06           | «Манчестер Юнайтед» | Прем'єр-ліга      | 21   | 1    | 2            | 0            | 2                      | 0                      | 8                | 0                | 33     | 1      |
| 2006/07           | «Манчестер Юнайтед» | Прем'єр-ліга      | 9    | 0    | 3            | 0            | 2                      | 0                      | 4                | 1                | 18     | 1      |
| 2007/08           | «Ньюкасл Юнайтед»   | Прем'єр-ліга      | 33   | 0    | 2            | 0            | 2                      | 0                      | 0                | 0                | 37     | 0      |
| 2008/09           | «Ньюкасл Юнайтед»   | Прем'єр-ліга      | 6    | 0    | 0            | 0            | 0                      | 0                      | 0                | 0                | 6      | 0      |
| 2009/10           | «Ньюкасл Юнайтед»   | Чемпіоншіп        | 32   | 0    | 2            | 0            | 1                      | 0                      | -                | -                | 35     | 0      |
| 2010/11           | «Ньюкасл Юнайтед»   | Прем'єр-ліга      | 11   | 0    | 1            | 0            | 2                      | 0                      | -                | -                | 14     | 0      |
| 2011/12           | «Ньюкасл Юнайтед»   | Прем'єр-ліга      | 2    | 0    | 0            | 0            | 0                      | 0                      | -                | -                | 2      | 0      |
| 2011/12           | «Мілтон-Кінс Донс»  | Перша ліга        | 16+2 | 1+1  | 0            | 0            | 0                      | 0                      | –                | –                | 18     | 2      |
| 2012/13           | «Мілтон-Кінс Донс»  | Перша ліга        | 27   | 1    | 6            | 0            | 2                      | 0                      | –                | –                | 35     | 1      |
| 2013/14           | «Мілтон-Кінс Донс»  | Перша ліга        | 24   | 0    | 2            | 0            | 1                      | 0                      | –                | –                | 27     | 0      |
| 2014/15           | «Ноттс Каунті»      | Перша ліга        | 23   | 0    | 4            | 0            | 0                      | 0                      | –                | –                | 27     | 0      |
| Всього за кар'єру | Всього за кар'єру   | Всього за кар'єру | 398  | 47   | 40           | 4            | 20                     | 1                      | 52               | 17               | 486    | 71     |

### Збірна
| Збірна Англії | Збірна Англії | Збірна Англії |
| Роки          | Ігри          | Голи          |
| ------------- | ------------- | ------------- |
| 2001          | 3             | 0             |
| 2002          | 3             | 1             |
| 2003          | 0             | 0             |
| 2004          | 7             | 0             |
| 2005          | 3             | 0             |
| 2006          | 0             | 0             |
| 2007          | 3             | 0             |
| Всього        | 19            | 1             |

## Титули і досягнення
- Чемпіон Англії (1):

«Манчестер Юнайтед»: 2006-07
- Володар Кубка Футбольної ліги (1):

«Манчестер Юнайтед»: 2005-06